# روزينا هايكل
إيما روزينا هايكل (بالفنلندية: Rosina Heikel)‏ (17 مارس 1842 - 13 ديسمبر 1929) طبيبة ونسوية فنلندية.  في عام 1878، أصبحت أول طبيبة أنثى في فنلندا، وتخصصت في أمراض النساء وطب الأطفال.

## النشأة والتعليم
وُلِدت هايكل في كاسكينين في 17 مارس 1842 لكارل يوهان هايكل وكريستينا إليزابيت دوبين.  كان والدها رئيس بلدية (أولو) و (كوكولا)، كما درس أخواها ألفريد وإميل الطب. التحقت بالمدرسة في فاسا، ياكوبستاد، بورفو وهلسنكي،  وكانت طالبة جيدة. منذ صغرها اعتقدت أن الوصول إلى التعليم يجب أن يكون حق متاحًا للجميع بالتساوي بغض النظر عن الجنس وقررت بحلول عام 1862 أن تصبح طبيبة مثل إخوتها. ومع ذلك، لم تكن هناك جامعات فنلندية في ذلك الوقت تسمح للنساء بدراسة الطب، ولذا سافرت إلى السويد للتدريب على العلاج الطبيعي في معهد ستوكهولم للجمباز. أنهت الدورة في عام 1866 وعادت إلى هلسنكي، حيث أكملت دورة في القبالة بعد عام.  زارت ستوكهولم مرة أخرى في عام 1869 لتلقي المزيد من التعليم في علم التشريح وعلم وظائف الأعضاء.
في عام 1870، سُمح لهايكل بحضور محاضرات علم وظائف الأعضاء في جامعة هلسنكي، وفي عام 1871 مُنحت تصريحًا خاصًا لدراسة الطب في الجامعة. حصلت على شهادتها الطبية في عام 1878، لتصبح أول طبيبة انثى في فنلندا، وكذلك الأولى في بلدان الشمال الأوروبي.

## مسيرتها الطبية
مُنحت هايكل رخصة ممارسة محدودة، مما سمح لها بعلاج النساء والأطفال فقط. خلال عام 1878، مارست مهنتها في ستوكهولم وكوبنهاجن، وانتقلت إلى فاسا في عام 1879 لتتخصص في صحة المرأة والطفل.  لم تستطع التسجيل كعضو في الجمعية الطبية الفنلندية حتى عام 1884. في عام 1883 تم استحداث منصب اختصاصية أمراض النساء في مدينة هلسنكي من أجلها. ومن ثم تم تغييره إلى اختصاصية طب النساء والأطفال في المدينة في عام 1889. بقيت هايكل في هذا المنصب حتى عام 1901 وتابعت ممارسة خاصة لمهنتها في هلسنكي حتى عام 1906.

## النشاط
خارج الممارسة الطبية، كانت هايكل مناصرة نشطة لحركة حقوق المرأة والرابطة النسوية Naisasialiitto Unioni. كمناصرة لمسألة تعليم المرأة، ساعدت في تأسيس كونكورديا-ليتو، وهي منظمة للأكاديميات الإناث. في عام 1888، ألقت هايكل خطابا في اجتماع للجمعية الطبية الفنلندية ضد الدعارة المقننة، وفي عام 1892 خاطبت رابطة Naisasialiitto Unioni  من أجل حثها على العمل على تعزيز المساواة في الفرص التعليمية بين الفتيات والفتيان. أدارت دار إصلاحية أحداث للأطفال وكانت مدافعة عن صحة الأطفال في ريف فنلندا.

## الوفاة
توفيت هايكل في 13 ديسمبر 1929 في هلسنكي، مع عدم وجود أحد أفراد عائلتها على قيد الحياة. تم دفنها في مقبرة هييتانيمي في هلسنكي.